# Davor Vugrinec
Davor Vugrinec (Varaždin, 24. ožujka 1975.), umirovljeni hrvatski nogometaš. Najbolji je strijelac u povijesti Prve lige sa 146 golova.

## Klupska karijera
U rodnom je gradu Vugrinec započeo svoju nogometnu karijeru igrajući od 1992. do 1997. godine za Varteks Varaždin. Nakon toga proveo je 3 godine u turskom Trabzonsporu. Od 2000. do 2005. godine je u Italiji gdje je nastupao za Lecce, Atalantu i Cataniju. Nezadovoljan trenerom u Cataniji otišao je iz kluba i vratio se u hrvatsku ligu. Birajući između Hajduka, Rijeke i matičnog Varteksa odabrao je Kvarner i HNK Rijeku. U bijelom dresu osvojio je Hrvatski kup, postao doprvak Hrvatske, te s 15 pogodaka bio među najboljim strijelcima, i vjerojatno, najbolji igrač lige. 
Nakon sezone u Rijeci preselio se u redove prvaka, zagrebačkoga Dinama, iako je, prema njegovim riječima, unosnije bilo ostati u Rijeci ili otići u Red Bull Salzburg koji su mu isto nudili ugovore. U Dinamu je nastavio s dobrim igrama te zabilježio pogodak već u prvoj službenoj utakmici, i to baš Riječanima, u superkupu. U europskim utakmicama, za koje je i doveden, zabio je litavskom Ekranasu, ali u onim pravim ogledima s Arsenalom i Auxerreom nije bio uspješan. Na kraju ipak postaje bitan igrač te šampionske sezone. Godinu potom zbog ozljeda, ali i politike oslanjanja na mlađe igrače uglavnom ne igra i bilježi tek 12 nastupa, zbog čega na ljeto odlazi u redove gradskoga rivala NK Zagreba. Igrajući za NK Zagreb postao je najboljim strijelcem 1. HNL u sezoni 2009./10., ušavši u Klub 100 1. HNL, među igrače koji su postigli preko 100 pogodaka u 1. HNL.
U ljeto 2010. godine vratio se u matični klub Varaždin.
Na kraju sezone 2010./11. imao je ukupno postignutih 122 pogotka u 1. HNL, čime je bio drugi strijelac 1. HNL-a svih vremena.
Sezonu 2011./12. počeo je u Varaždinu, a na proljeće prešao je u koprivnički Slaven. 
U 26. kolu sezone 2011./12., 14. travnja 2012. godine, pogotkom koji je postigao za koprivnički Slaven protiv zagrebačke Lokomotive, postao je najbolji strijelac 1. HNL svih vremena.
Nakon operacije nakon kraja sezone 2011./12., sezonu 2012./13. započeo je sa zakašnjenjem, no već po povratku u Slavenov prvi sastav postizao je pogotke. Umirovio se 22. svibnja 2015. na utakmici sa Zadrom.

## Reprezentativna karijera
Za hrvatsku nogometnu reprezentaciju debitirao je s 21 godinom, 1996. godine protiv Mađarske. No, drugi nastup imao je tek u kvalifikacijama za EP 2000. protiv Malte gdje je postigao 2 pogotka u pobjedi od 4:1. Na SP 2002. godine upisao je 2 nastupa. Nakon toga opet je stigla stanka od 4 godine, do 2006. godine, kada nastupa na Carlsberg Cupu u Hong Kongu. No, taj je turnir bio više izlet potencijalnih reprezentativaca. Na Mundial 2006. godine nije išao, iako su ga mnogi vidjeli kao sigurnog putnika zbog sjajnih izvedbi u dresu Rijeke, pogotovo nakon izvanredne utakmice na Poljudu kad je postigao hat-trick u pobjedi Rijeke nad Hajdukom 4:0.

## Priznanja

### Individualna
- Najbolji strijelac 1. HNL u sezoni 2009./10. (18 pogodaka).

### Klupska
Rijeka
- Hrvatski nogometni kup (1): 2006.

Dinamo Zagreb
- Prvak Hrvatske (2): 2006./07., 2007./08.
- Hrvatski nogometni kup (2): 2007., 2008.

## Zanimljivosti
- Vugrinec je kolekcionar slika, skuplja samo remek-djela najvećih hrvatskih slikara i ima jednu od najvrjednijih kolekcija klasika hrvatskoga slikarstva.[7]

## Vanjske poveznice
- Nogometni-magazin: Vugrinec Davor, statistika
- HNS: Davor Vugrinec